# エリデス属
エリデス属（Aerides）は、ラン科植物の属の一つ。小さなきれいな花を沢山付けた穂を、普通は長く垂らす。フィリピンナゴラン属とも呼ぶ。

## 特徴
常緑の多年生草本で着生植物。茎は多少長く伸び、革質の葉を2列互生に出す。比較的小型のものが多い。
花序は葉腋から出て長く伸び、多数の花を付け、多くは下向きに垂れる。花被片は幅広く、側萼片の基部は蕊柱延下部と合着する。唇弁の基部は蕊柱延下部に繋がり、そこから短い距が出る。唇弁の先端は3裂し、側裂片が大きくて、中裂片は反る。小嘴体はよく発達して2裂する。花粉塊は2個、球形で溝があって、細長い花粉塊柄に繋がる。また、どの種もよい香りを持つ。
学名は「空気」と「類似」を組み合わせたもので、まとめると「空気に似ている」の意と取れ、これは小数の根で樹幹に付着する姿が、まるで空中に浮いているように見えることによるとも。

## 分布など
東南アジアに約20種がある。

## 分類
本属には日本産のナゴラン（Sedirea japonica (Rchb.f.) Garay & H.R.Sweet）が含まれていたが、これは別属として1974年に区分された。違いとしては蕊柱が長く、その脚部は短いことなどがあげられる。ちなみにナゴラン属の学名は本属の学名の綴りを逆に並べたものである。トリコグロッティス属とは唇弁と距の形態が異なることで区別出来る。
代表的な種
- Aerides
  - A. falcatum Lindl. & Paxton
  - A. fieldingii B.S.Williams
  - A. houlletiana Rchb.f.
  - A. krabiensis Seidenf.
  - A. lawrenceae Rchb.f. フィリピンナゴラン[7]
  - A. odoratum Lour. オドラツム
  - A. radicosum A.Rich.

## 利用
洋ランとして観賞用に栽培される。洋ランとしての略称は Aer. である。
属間雑種も作出されており、以下のようなものがある。
- ×Aeridocentrum (Aeretm.)：×アスコケントラム属
- ×Aeridovanda (aerdv.)：×ヒスイラン属